# Кроссен-ан-дер-Ельстер
Кроссен-ан-дер-Ельстер (нім. Crossen an der Elster) — громада в Німеччині, розташована в землі Тюрингія. Входить до складу району Заале-Гольцланд. Складова частина об'єднання громад Гайделанд-Ельстерталь-Шкелен.
Площа — 10,74 км2. Населення становить 1607 ос. (станом на 31 грудня 2021).

## Галерея

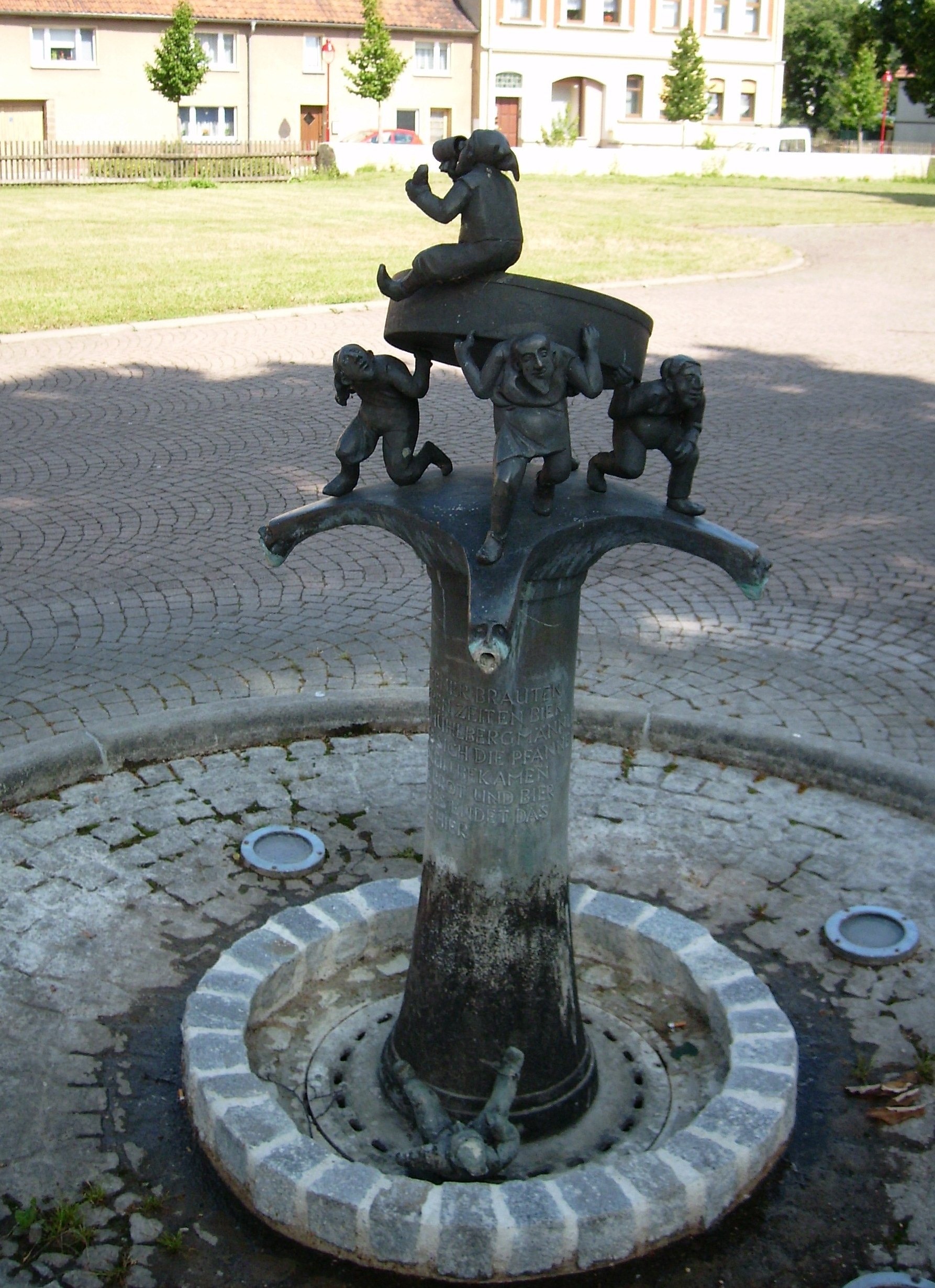
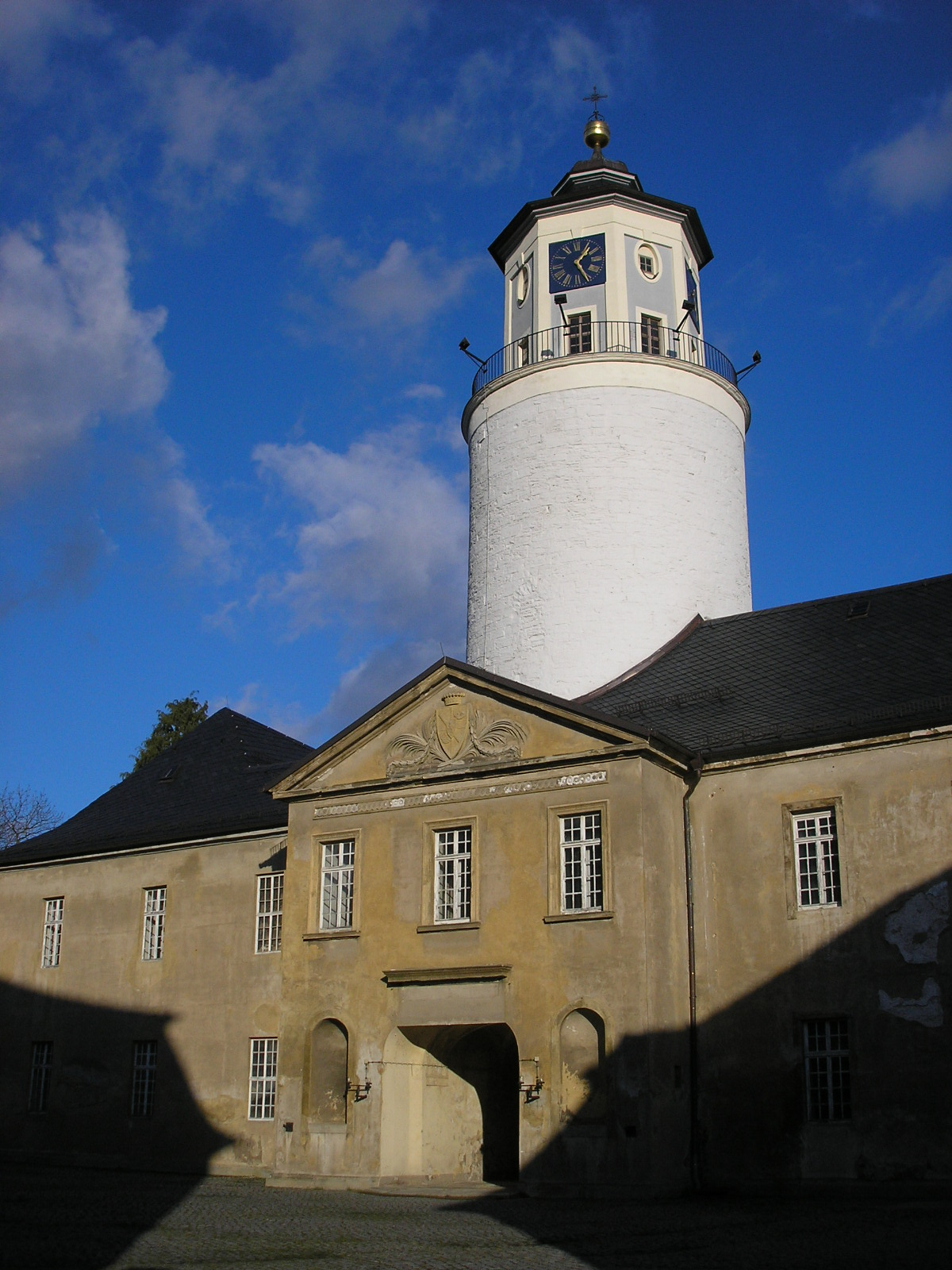
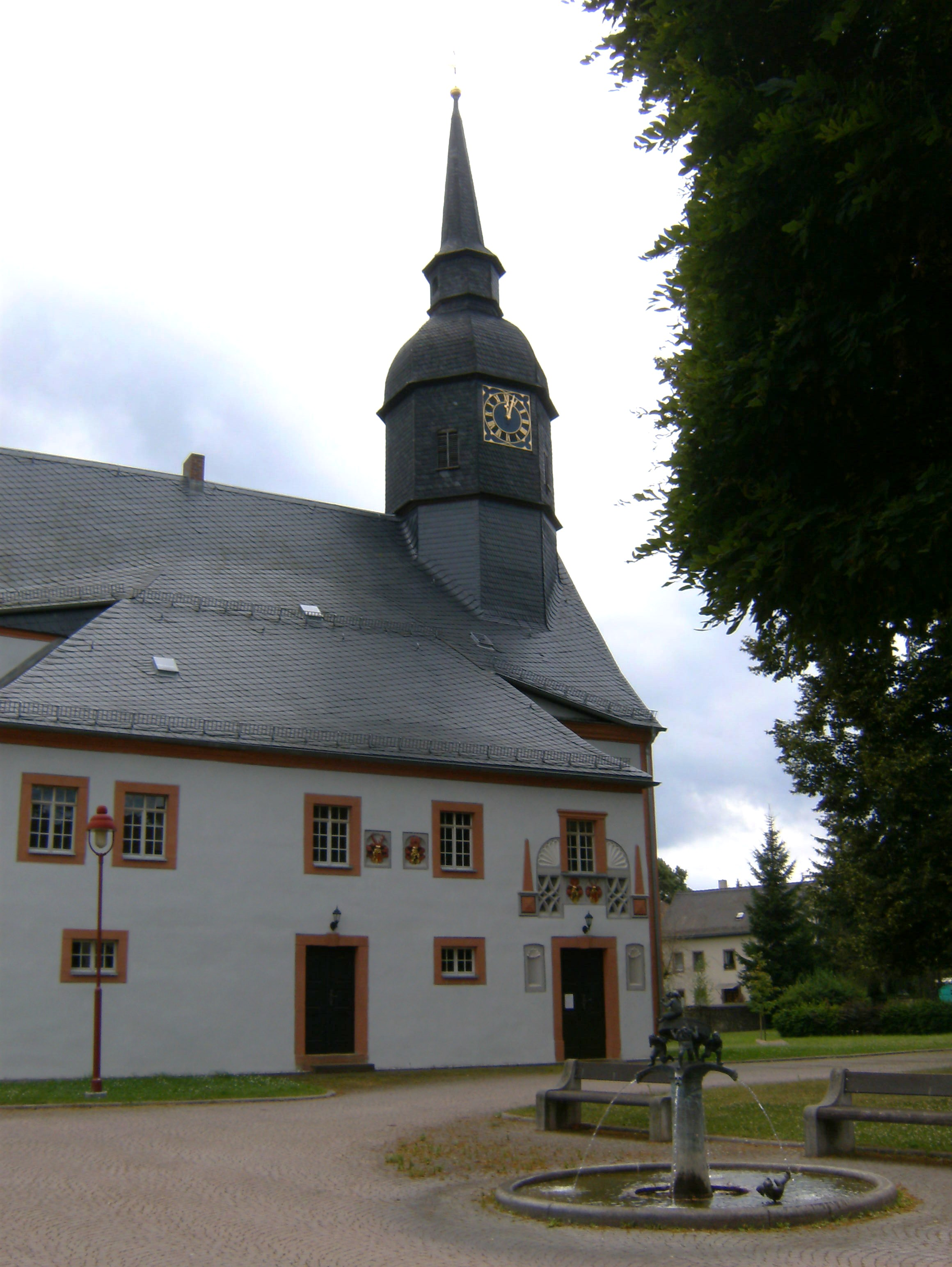
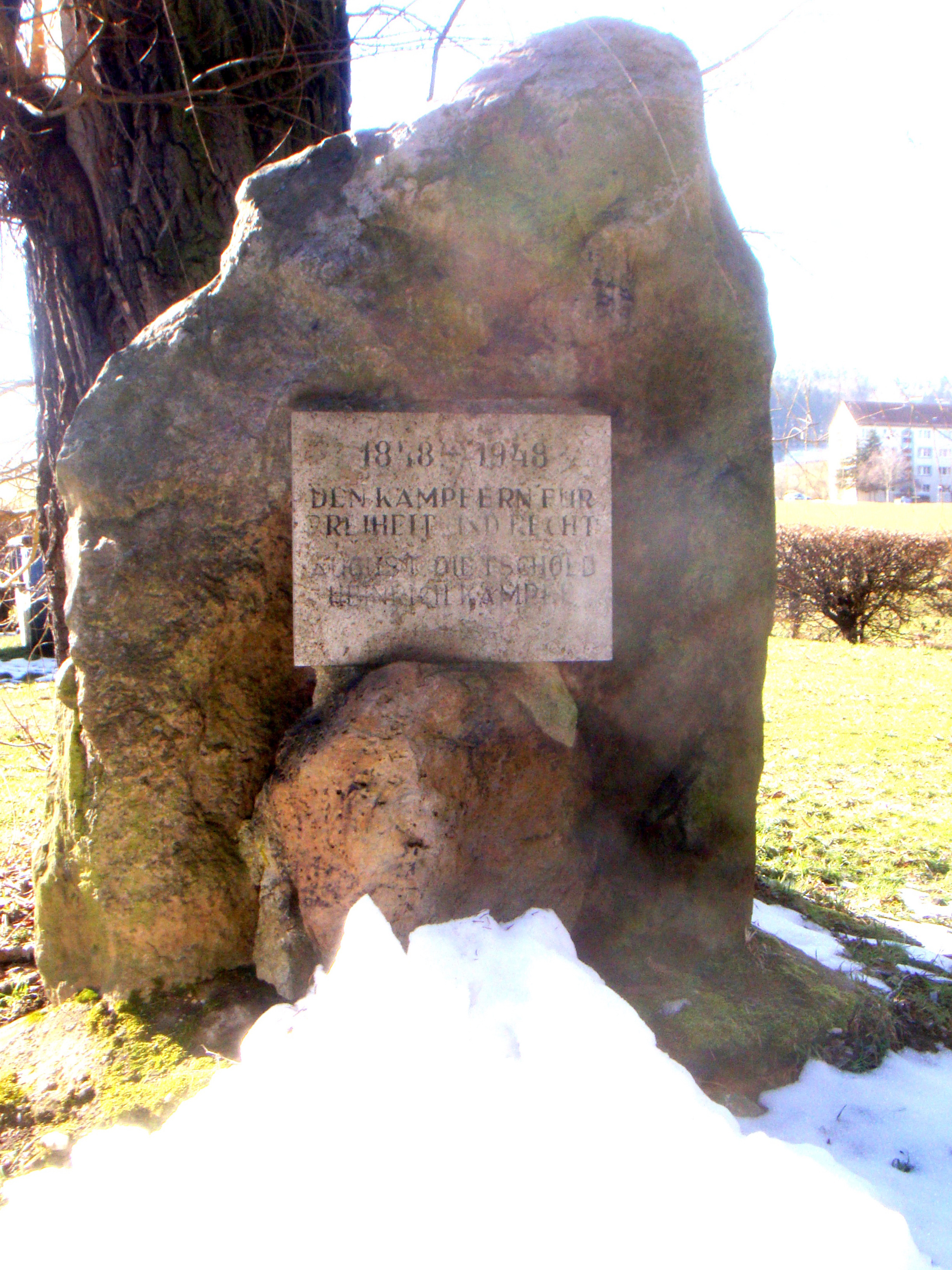